# M-1ムエタイチャレンジ
M-1ムエタイチャレンジ（エムワンムエタイチャレンジ）は、日本のムエタイ興行。2004年1月27日にニュージャパンキックボクシング連盟を脱退したウィラサクレックムエタイジムを中心に旗揚げ。2006年に「M-1 MC」として法人化。世界プロムエタイ連盟認定。千葉県我孫子市の天王台ジムでアマチュア大会も開催していた。
2010年に「ジャパン・マーシャルアーツ・ディレクターズ」の発足に参加。主会場として使用していたディファ有明が営業終了した2018年に活動停止。創設者のウィラサクレック・ウォンパサーは2021年6月に「M-1 JAPAN」を発足した。